# Dasychira pastor
Dasychira pastor är en fjärilsart som beskrevs av Butler 1882. Dasychira pastor ingår i släktet Dasychira och familjen tofsspinnare. Inga underarter finns listade i Catalogue of Life.